# Erebochlora albocentrata
Erebochlora albocentrata är en fjärilsart som beskrevs av Thierry-mieg 1907. Erebochlora albocentrata ingår i släktet Erebochlora och familjen mätare. Inga underarter finns listade i Catalogue of Life.